# Велико Йорданов (критик)
Велико Йорданов Вълков е български литературен критик, публицист, историк и историограф на учебното, библиографското и музейното дело в България.

## Биография
Роден е на 10 август 1872 г. в село Медвен, Котленско. Учи в родното си село, в Айтос и Котел. Завършва гимназия в Сливен. От 1893 г. учи славянска и немска филология в Лайпциг, където завършва през 1898 г. След завръщането си в България, до 1907 г. е учител в Сливен, Разград и София. От 1907 г. е подначалник в отделението на средните училища, а през 1914 – 1919 г. – началник отдел за културните учреждения. В 1917 – 1918 г. управлява Народния театър. От 1921 г. до 1928 г. е член на учебния комитет на Министерство на народното просвещение и редактор на списание „Училищен преглед“. През 1928 – 1934 г. е директор на Народната библиотека. Умира на 6 февруари 1944 г. в София.

## Научна дейност
Проучва образователното дело и педагогическите традиции в Германия, Румъния, Австрия, Швейцария, Англия. Като директор на Народната библиотека полага грижи за превръщането ѝ в съвременна институция и обогатяването на фонда ѝ с архивите и личните библиотеки на редица български писатели, както и с автентичните турски документи от съдебния процес по делото на Васил Левски. Сътрудничи на вестник „Литературен глас“. Член е на Съюза на българските писатели.

## Творчество
Пише литературни статии, рецензии. Негови публикации излизат на сръбски, немски и френски език. Превежда от немски език. Съставител е на антологията „Българска белетристика“ (1922) и на сборника „Прослава на Цанко Церковски“, издаден по случай 30-годишната литературна дейност на писателя. Автор на книгите:
- „Крали Марко и българската народна епика“ (1901);
- „Дарители на народната просвета“ (1911);
- „Крали Марко. Исторически литературен преглед“ (1916);
- „Материали за изучаване на учебното дело в България“ (1925);
- „История на Народната библиотека в София: По случай 50-годишнината ѝ. 1879 – 1929″ (1930);
- „Как са възникнали нашите музеи“ (1934);
- „Народните просветители Кирил и Методий. Историко-литературен очерк“ (1935);
- „Лайпциг и българите“ (1938);
- „Село Медвен, Котленска околия. Историко-обществен преглед“ (1940).[1]